# Sacramento (2024)
Sacramento ist eine Filmkomödie von Michael Angarano. Die Weltpremiere des Roadmovie mit Michael Cera, Kristen Stewart und Maya Erskine neben dem Regisseur selbst in den Hauptrollen erfolgte im Juni 2024 beim Tribeca Film Festival. Der US-Kinostart war im April 2025.

## Handlung
Glenn ist mit Rosie verheiratet, und sie erwarten ein Kind. Er ist wegen des Gedankens bald Vater zu werden sehr aufgeregt. Der Versuch, ein Kinderbett zu bauen, scheitert kläglich. Als sich Glenn mit seinem alten, besten Freund Rickey zum Mittagessen trifft, spürt dieser Glenns Panik und schlägt ihm vor, einen spontanen Ausflug von Los Angeles nach Sacramento zu machen, angeblich um dort die Asche seines Vaters zu verstreuen. Eigentlich will Rickey bei dem 340-Meilen-Roadtrip einfach etwas Zeit mit seinem alten Freund verbringen und ihre Freundschaft wieder aufleben lassen. Er hat in den letzten Jahren viel Zeit in einer psychiatrischen Klinik in Los Angeles und in Therapiesitzungen bei Dr. Murray verbracht.

## Produktion

### Regie und Drehbuch
Regie führte Michael Angarano, der gemeinsam mit Christopher Nicholas Smith auch das Drehbuch schrieb. Es handelt sich bei Sacramento um Angaranos zweiten Spielfilm nach Avenues. Als Schauspieler ist er aus Filmen wie Almost Famous – Fast berühmt bekannt.

### Besetzung und Dreharbeiten
In den Hauptrollen sind Regisseur Angarano als Rickey, Michael Cera als Glenn, Kristen Stewart als dessen Ehefrau Rosie und Maya Erskine als Rickeys Freundin Tallie zu sehen. Erskine ist im wahren Leben die Ehefrau von Angarano, und sie haben einen gemeinsamen Sohn. Rosalind Chao spielt Dr. Murray, deren Gruppentherapiesitzungen Rickey besucht. Das Casting übernahm Lindsey Weissmueller.
Die Dreharbeiten fanden im April und Mai 2023 in Los Angeles, Santa Clarita, Pollock Pines, Pomona und im titelgebenden Sacramento statt. Kameramann Ben Mullen war zuletzt für eine Reihe von Kurzfilmen und das Filmdrama Firstness von Brielle Brilliant tätig.

### Marketing und Veröffentlichung
Die Weltpremiere des Films fand am 8. Juni 2024 beim Tribeca Film Festival statt, wo er im US Narrative Competition nominiert war. Im Vorfeld sicherte sich Vertical Entertainment die Vertriebsrechte für Nordamerika, das Vereinigte Königreich und Irland. Im Januar 2025 wurde Sacramento beim Palm Springs International Film Festival gezeigt. Der erste Trailer wurde Ende Februar 2025 vorgestellt. Am 11. April 2025 kam der Film in ausgewählte US-Kinos.

## Rezeption

### Altersfreigabe und Kritiken
In den USA erhielt der Film  ein R-Rating, was einer Freigabe ab 17 Jahren entspricht. In Deutschland wurde der Film von der FSK ab 12 Jahren freigegeben.
Von den bei Rotten Tomatoes aufgeführten Kritiken sind 84 Prozent positiv. Bei Metacritic erhielt der Film einen Metascore von 69 von 100 möglichen Punkten.

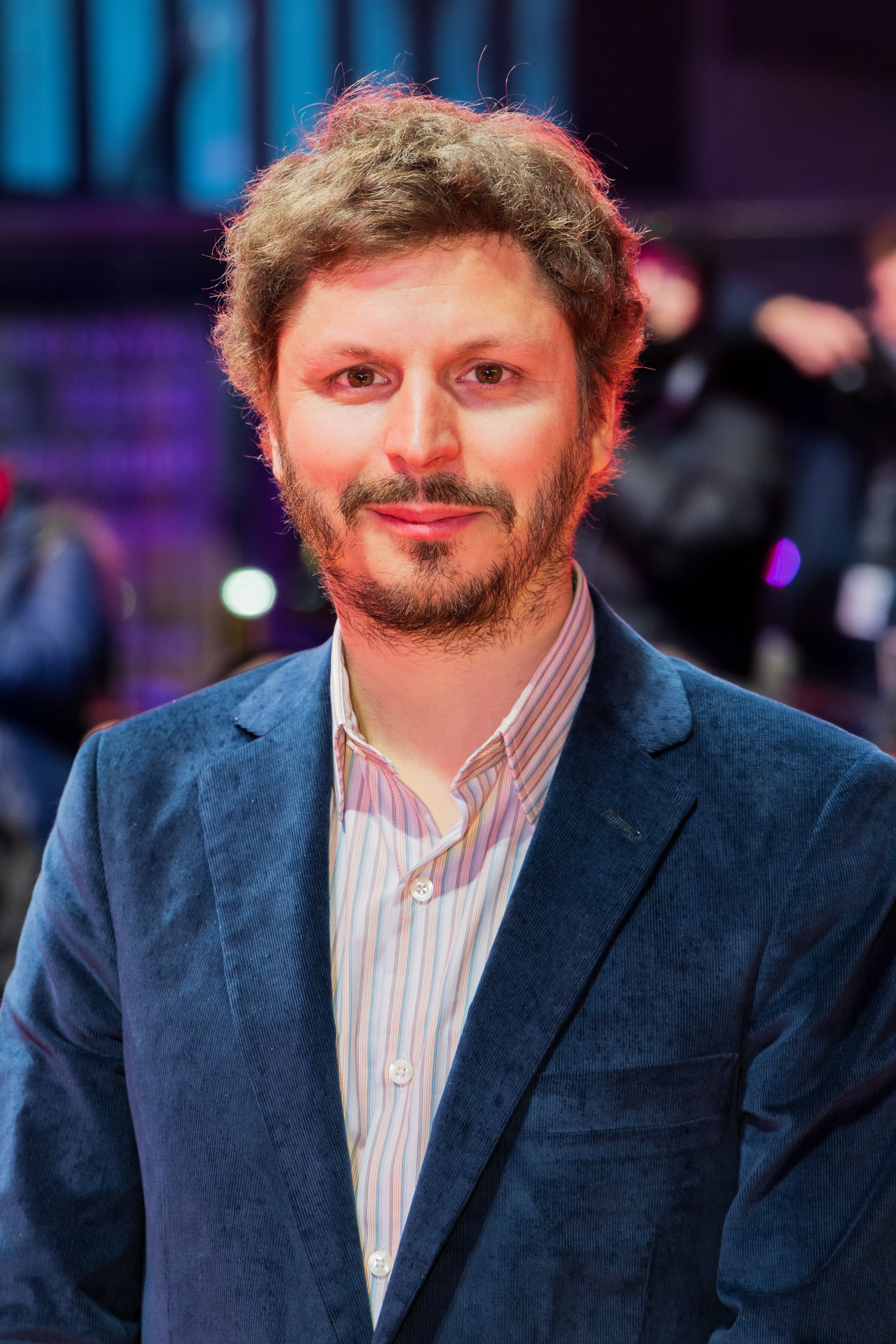
Michael Cera spielt Glenn

Valerie Complex schreibt in ihrer Kritik für deadline.com, der Film unterstreiche, wie wichtig es ist, sich um die Lieben zu kümmern, ein Thema, das in der heutigen schnelllebigen Welt tiefgreifend nachhalle. Michael Angaranos Regie orientiere sich mit den einfachen Kulissen, der tiefgründigen Charakterentwicklung und einem Fokus auf die Feinheiten menschlicher Interaktion stark an der Ästhetik des Independent-Films. Das Drehbuch von Angarano und Christopher Nicholas Smith sei voller einprägsamer Einzeiler, die alles zusammenhielten. Michael Cera stelle Glenn als einen zutiefst fehlerhaften Menschen dar, der seine Unsicherheiten verbirgt, und der Schauspieler nutze seine Körpersprache mit großer komödiantischer Wirkung. Maya Erskine, die mit ihrer trockenen Art äußerst witzig ist, biete einen perfekten Kontrast und verleihe dem Film Bodenhaftung. Trotz einiger Mängel sei Sacramento ein unterhaltsamer Film, der zum Lachen und Nachdenken einlädt und dessen Charme in seinen Unvollkommenheiten liege, genau wie die Charaktere, die er porträtiert.

### Auszeichnungen
Tribeca Film Festival 2024
- Nominierung im US Narrative Competition[2]